# 二联性精神病
二联性精神病（法語：Folie à deux），意思是“二人共享的瘋狂”: 形容一個有精神病症狀的人，將妄想的信念傳送到另一個人。同樣的症狀可傳達至三人，四人，甚至更多。雖然研究文獻主要是使用原來的名稱，但參考2009年版的精神疾病診斷與統計手冊這個疾病的名稱是共享型精神障礙（DSM-IV）（297.3），2010年版的國際疾病與相關健康問題統計分類名稱則是誘發型妄想障礙（ICD-10）（F.24）。至2014年（DSM-5）和（ICD-10-CM）統一名稱為共享型精神障礙，（英語：Shared psychotic disorder）。這一類疾病最早出現在19世紀的法國精神醫學，概念來自查爾斯·拉塞格和約翰皮埃爾·费里特，因此也被稱為拉塞格-费里特綜合症。

## 簡報
當有關的兩個或以上的個人生活在一起，並可能對社會隔離或自我關閉，與其他人交往互動很少，這種綜合症的診斷是最為常見。
二联性精神病的子分類已經被提出來，描述妄想信念如何會多人共有。
- 妄念的義務教育（法語：Folie imposée）-  形容主導妄念的人，在最初精神病發作時形成妄想的信念，並將它強加在另一人或數人身上。假設接收的人如果離開他，可能不會被迷惑。如果雙方被分別送進醫院，被誘發的人在不用藥物治療的情況下，通常都可以消除妄念。
- 同一時間的妄念（法語：Folie simultanée）- 形容兩名患有精神病的人，彼此的妄想內容互相影嚮，以致他們的妄念同時變為非常相似。在另一種情況： 兩個患有妄想症的病人「病態傾向」地互相引發對方的症狀[4]。

請留意：美國精神醫學學會指出，（DSM-5）不再分開妄想症與共享型精神障礙。如果符合標準，可作出妄想症的診斷。如果無法進行診斷，但病人有共同的妄念存在，則可診斷為「其他指定精神分裂症譜系和其他精神病性障礙。」這種疾病雖不多見，但偶爾會出現在法庭案件，包括刑事和民事的。

## 病例
在双胞胎姐妹 Ursula and Sabina Eriksson的案例中， Ursula 跑入了一辆正在前进的铰链大卡车的路线中，遭受了严重伤害。Sabina接着重复了她的双胞胎姐姐的行为，她也踏入了一辆正在开来的大卡车的行进路线面前，并且也从撞击中存活下来。接着人们宣布Sabina就是二联性精神病的“第二受害者”，受到了“第一受害者”，她的姐姐Ursula的事件（或者说，“被感知到的事件”）的影响。接着，Sabina告诉警察局的警官：“我们瑞典人经常说，祸不单行，一个灾祸后面还跟着一个——或许是两个！”然而，当她从医院里被放出来后，她行动反常，并且刺死了一个男子。
賈克芭（53歲）和她的丈夫馬克（51歲），當他們發現共享類似的被害妄想時，確認患上了二联性精神病。他們認為，某些人正在進入他們的房子，散播灰塵和絨毛，還“穿了他們的鞋子”。除此之外，他們還有其他症狀足以支持情緒感染的診斷。

## 電影
不少電影及電視劇作品都有描述二聯性精神病的情節，例如《X檔案》劇集有一輯名為“二聯性精神病”；韓國懸疑推理電視劇《［如實陳述］》；《阿森一族》動畫其中的一輯“戲劇女王莉莎”及日本動畫電影《藍色恐懼》。

## 延伸閱讀
- Halgin, R. & Whitbourne, S. (2002) Abnormal Psychology: Clinical Perspectives on Psychological Disorders. McGraw-Hill. ISBN 0072817216
- Enoch, D. & Ball, H. (2001) Folie à deux (et Folie à plusieurs). In Enoch, D. & Ball, H. Uncommon psychiatric syndromes (Fourth edition). London: Arnold. ISBN 0340763884
- Wehmeier, Peter M.; Barth, Nikolaus; Remschmidt, Helmut. . Psychopathology. 2003, 36 (1). ISSN 0254-4962. PMID 12679591. doi:10.1159/000069657 （英语）.
- Hatfield, Elaine; Caccioppo, John T & Rapson, Richard L. . Cambridge, UK: Cambridge University Press. 1994. ISBN 0-521-44948-0.
- Metzner, Ralph (编). . New York, NY: Thunder's Mouth Press. 1999. ISBN 1-56025-160-3.